# نلور
نلور شهری در بخش نلور ایالت آندرا پرادش در کشور هندوستان است. این شهر به راه‌آهن هند متصل است. نلور چهارمین شهر پرجمعیت بوده و برای کشاورزی و آبزی‌پروری از جمله پرورش میگو شناخته‌شده‌است.
نلور از زمان شاهنشاهی موریا وجود داشته و ۳ قرن پیش‌از میلاد مسیح تحت حکمرانی آشوکا بوده‌است.

## جمعیت
در سرشماری ۲۰۱۱ میلادی، جمعیت نلور ۴۹۹٬۵۷۵ نفر بود. نرخ متوسط سواد با ۸۳٫۵۹٪ (مرد ۸۷٫۵۳٪؛ زن ۷۹٫۵۲٪) و ۳۸۷٬۱۹۲ نفر باسواد، به‌طور قابل توجهی بالاتر از میانگین ۷۳٫۰۰ درصدی ایالت قرار داشته‌است.

## موقعیت و آب‌وهوا
نلور در مختصات ۱۴°۲۶′شمالی ۷۹°۵۹′شرقی / ۱۴٫۴۴°شمالی ۷۹٫۹۸°شرقی واقع شده‌است. ارتفاع متوسط این شهر از سطح دریا ۱۸ متر (۵۹ فوت) است.
آب و هوای شهر نلور از نوع اقلیم اقیانوسی معمولی، با تابستان‌های گرم و مرطوب و زمستان‌های معتدل و ملایم است. آوریل و مه گرمترین ماه‌های سال در این شهر بوده، دسامبر، ژانویه و فوریه خنک‌ترین ماه‌ها است. نظر باینکه خلیج بنگال در فاصلهٔ ۲۴ کیلومتر (۱۵ مایل) از شهر واقع شده، نسیم دریا در معتدل نمودن شرایط اقلیمی هردو فصل تابستان و زمستان مؤثر می‌باشد.
| داده‌های اقلیم نلور (۱۹۸۱–۲۰۱۰) | داده‌های اقلیم نلور (۱۹۸۱–۲۰۱۰) | داده‌های اقلیم نلور (۱۹۸۱–۲۰۱۰) | داده‌های اقلیم نلور (۱۹۸۱–۲۰۱۰) | داده‌های اقلیم نلور (۱۹۸۱–۲۰۱۰) | داده‌های اقلیم نلور (۱۹۸۱–۲۰۱۰) | داده‌های اقلیم نلور (۱۹۸۱–۲۰۱۰) | داده‌های اقلیم نلور (۱۹۸۱–۲۰۱۰) | داده‌های اقلیم نلور (۱۹۸۱–۲۰۱۰) | داده‌های اقلیم نلور (۱۹۸۱–۲۰۱۰) | داده‌های اقلیم نلور (۱۹۸۱–۲۰۱۰) | داده‌های اقلیم نلور (۱۹۸۱–۲۰۱۰) | داده‌های اقلیم نلور (۱۹۸۱–۲۰۱۰) | داده‌های اقلیم نلور (۱۹۸۱–۲۰۱۰) |
| ماه                            | ژانویه                         | فوریه                          | مارس                           | آوریل                          | مه                             | ژوئن                           | ژوئیه                          | اوت                            | سپتامبر                        | اکتبر                          | نوامبر                         | دسامبر                         | سال                            |
| ------------------------------ | ------------------------------ | ------------------------------ | ------------------------------ | ------------------------------ | ------------------------------ | ------------------------------ | ------------------------------ | ------------------------------ | ------------------------------ | ------------------------------ | ------------------------------ | ------------------------------ | ------------------------------ |
| سابقهٔ بیش‌ترین °C (°F)          | ۳۵٫۶ (۹۶)                      | ۳۹٫۴ (۱۰۳)                     | ۴۳٫۹ (۱۱۱)                     | ۴۵٫۶ (۱۱۴)                     | ۴۶٫۷ (۱۱۶)                     | ۴۶٫۷ (۱۱۶)                     | ۴۲٫۲ (۱۰۸)                     | ۴۰٫۶ (۱۰۵)                     | ۴۱٫۷ (۱۰۷)                     | ۳۹٫۴ (۱۰۳)                     | ۳۶٫۷ (۹۸)                      | ۳۵٫۰ (۹۵)                      | ۴۶٫۷ (۱۱۶)                     |
| میانگین بیش‌ترین °C (°F)        | ۲۹٫۹ (۸۶)                      | ۳۲٫۴ (۹۰)                      | ۳۵٫۱ (۹۵)                      | ۳۷٫۸ (۱۰۰)                     | ۳۹٫۹ (۱۰۴)                     | ۳۸٫۲ (۱۰۱)                     | ۳۶٫۰ (۹۷)                      | ۳۵٫۱ (۹۵)                      | ۳۵٫۱ (۹۵)                      | ۳۲٫۸ (۹۱)                      | ۳۰٫۱ (۸۶)                      | ۲۹٫۰ (۸۴)                      | ۳۴٫۳ (۹۴)                      |
| میانگین کم‌ترین °C (°F)         | ۲۰٫۷ (۶۹)                      | ۲۲٫۰ (۷۲)                      | ۲۳٫۹ (۷۵)                      | ۲۶٫۲ (۷۹)                      | ۲۸٫۴ (۸۳)                      | ۲۸٫۵ (۸۳)                      | ۲۷٫۲ (۸۱)                      | ۲۶٫۷ (۸۰)                      | ۲۶٫۴ (۸۰)                      | ۲۵٫۲ (۷۷)                      | ۲۳٫۲ (۷۴)                      | ۲۱٫۵ (۷۱)                      | ۲۵٫۰ (۷۷)                      |
| سابقهٔ کم‌ترین °C (°F)           | ۱۵٫۰ (۵۹)                      | ۱۶٫۱ (۶۱)                      | ۱۷٫۲ (۶۳)                      | ۲۰٫۲ (۶۸)                      | ۲۰٫۲ (۶۸)                      | ۲۱٫۱ (۷۰)                      | ۲۲٫۲ (۷۲)                      | ۲۱٫۷ (۷۱)                      | ۲۱٫۵ (۷۱)                      | ۱۸٫۹ (۶۶)                      | ۱۶٫۷ (۶۲)                      | ۱۴٫۴ (۵۸)                      | ۱۴٫۴ (۵۸)                      |
| بارندگی میلی‌متر (اینچ)         | ۲۶٫۰ (۱٫۰۲)                    | ۱٫۷ (۰٫۰۷)                     | ۳٫۵ (۰٫۱۴)                     | ۸٫۷ (۰٫۳۴)                     | ۴۳٫۱ (۱٫۷)                     | ۲۸٫۹ (۱٫۱۴)                    | ۸۵٫۹ (۳٫۳۸)                    | ۹۶٫۰ (۳٫۷۸)                    | ۹۷٫۲ (۳٫۸۳)                    | ۲۸۷٫۱ (۱۱٫۳)                   | ۲۹۰٫۹ (۱۱٫۴۵)                  | ۱۰۰٫۴ (۳٫۹۵)                   | ۱٬۰۶۹٫۴ (۴۲٫۱)                 |
| میانگین روزهای بارندگی         | ۱٫۲                            | ۰٫۲                            | ۰٫۲                            | ۰٫۴                            | ۱٫۶                            | ۳٫۰                            | ۶٫۱                            | ۶٫۴                            | ۵٫۴                            | ۸٫۷                            | ۹٫۱                            | ۳٫۷                            | ۴۶٫۰                           |
| منبع: سازمان هواشناسی هند      |                                |                                |                                |                                |                                |                                |                                |                                |                                |                                |                                |                                |                                |